# 1840년대 미국 주의 채무 불이행
1840년대 미국 주의 채무 불이행(영어: U.S. state defaults in the 1840s)은 아칸소주, 일리노이주, 인디애나주, 루이지애나주, 메릴랜드주, 미시간주, 미시시피주, 펜실베이니아주 그리고 플로리다주에서 발생한 미국 주의 채무 불이행이다. 1834년부터 1839년까지 이어진 인플레이션 기간의 끝과 1837년 공황으로 인해 잉글랜드 은행의 신용 대출이 강화되었다. 1841년까지 미국의 26개 주 중 19개 주와 3개 준주 중 2개 준주가 채권을 발행하고 주 부채를 incurred했다. 이 중 위에서 언급된 주와 준주들은 채무 불이행을 선언할 수밖에 없었다. 4개 주는 결국 부채의 전부 또는 일부를 거부했으며, 3개 주는 상당한 재협상을 거쳤다.
주 채무 불이행과 파산을 구별하는 것이 중요하다. 채무 불이행은 채무 계약에 따른 의무 불이행이며, 이는 주권자가 행할 수 있다. 특히 수정 헌법 제14조 통과 이전에는 그러했다. 수정 헌법 제14조가 통과된 후 1933년 아칸소주 채무 불이행은 연방 법원의 주에 대한 권한 증가로 인해 주에 훨씬 더 어려움을 초래할 것이었다. 반면 파산은 판사의 감독하에 부채 의무를 체계적으로 정리하는 연방법에 따른 법적 절차이다. 미국 파산법에는 주가 파산을 선언할 수 있도록 승인하는 조항이 없다.
주들은 운송 투자 자금을 조달하고 새로운 은행을 설립하기 위한 자본을 모으기 위해 차입했다. 펜실베이니아주와 메릴랜드주와 같은 북부 주들은 중서부를 대서양 연안 항구와 연결하는 운하 건설을 통해 부채를 incurred했다. 오하이오주, 인디애나주, 일리노이주, 미시간주를 포함한 중서부 주들은 이 지역 전역에 철도와 운하를 건설했으며, 남부 주들은 약화된 은행 시스템을 개선하기 위해 새로운 은행에 자금을 지원하기 위한 자본을 모았다. 주 부채의 대부분은 미국 외부, 주로 유럽에 빚지고 있었다. 1840년대 후반까지 주 부채는 대부분 전액 상환되었지만, 상환을 강제하기 위한 직접적인 제재는 없었다. 주 채무 불이행은 1841년 파산법의 제정을 촉발했지만, 이 법은 주 자체에는 적용되지 않았으며, 곧 1843년에 폐지되었다.

## 1837년 이전의 인플레이션 기간
1834년부터 1837년까지의 기간은 주 채무 불이행이 발생하기 전까지 1837년 공황까지 인플레이션적이었다. 목화 및 기타 해외로 보내지는 수출품의 가격이 상승했다. 무역과 주가 지원하는 채권을 통해 미국은 잉글랜드 은행 및 다른 유럽 국가들로부터 강력한 자본 유입을 경험했다. 미국으로의 과도한 통화 가치 유입으로 국내에서 대규모 인프라 투자가 이루어졌다. 미국의 서부 확장의 상당 부분은 철도 및 운하를 위한 해외 자금 조달로 인해 이루어졌다. 운송 효율성 증가는 사람들이 동부 해안의 대규모 항구에서 멀리 이동하는 것을 더 쉽게 만들었다.

### 북부 주
펜실베이니아주와 메릴랜드주는 시골 뉴욕과 중서부를 대서양 연안 항구와 연결하는 이리 운하의 성공을 지켜봤다. 새로운 운하 건설에 대한 투자는 비용이 많이 들었지만, 장기적으로 무역 기회에서 충분히 보상받았다. 펜실베이니아주와 메릴랜드주는 모두 유사한 운송 인프라 건설 자금을 조달하기 위해 유럽 그룹에서 차입하기 시작했다. 1841년까지 메릴랜드주는 총 1,200만 달러가 조금 넘는 부채를 amassed했으며, 이 중 1,100만 달러 이상이 운송 목적으로 사용되었다. 펜실베이니아주는 메릴랜드주에 비해 운송 대 기타 용도 부채 비율이 낮았지만, 메릴랜드주의 거의 세 배에 달하는 총 부채를 incurred했다. 1841년까지 펜실베이니아주에서 운송 투자 부채는 3,000만 달러를 넘어섰다.

### 중서부 주
중서부 주들도 북부 주와 마찬가지로 운송 인프라를 늘리기 위해 차입했지만, 이 시기 중서부에서는 철도가 주요 운송 수단이었다. 운하도 이 시기에 건설되었다. 중서부 주 부채의 거의 전부는 운송 용도로 발생했다. 중서부 주들은 펜실베이니아주와 메릴랜드주보다 훨씬 작은 규모로 차입하여, 일리노이주, 인디애나주, 미시간주, 오하이오주 사이에서 총 약 3,700만 달러에 달했다.

### 남부 주
남부 주들은 나머지 지역과 비교하여 차입 방식이 매우 달랐다. 당시 남부의 은행 시스템은 북부에 비해 작고 미미했다. 자본을 조달하기 위해 미국 채권이 외국 및 국내 당사자에게 발행되었다. 조달된 자본은 새로운 은행에 자금을 지원하고 이미 설립된 은행이 성장할 수 있도록 자본을 제공하는 데 사용되었다.

## 붕괴 및 채무 불이행의 원인
1836년, 잉글랜드 은행은 은행에 보유된 통화 가치의 감소를 막기 위해 국내외 당사자에 대한 신용 대출을 강화하기로 결정했다. 개방적인 자유 무역 경제로 인해 국내 은행들은 경쟁에서 뒤쳐지는 것을 우려하여 영국에서 이루어진 이자율 변경을 따를 수밖에 없었다. 목화 수요가 급락하여 1837년 초까지 목화 가격은 25% 하락했다. 특히 남부를 중심으로 국가의 많은 부분이 농업 무역에 크게 의존했다. 불안정한 작물 가격은 당시 남부에 파괴적인 영향을 미쳤다. 전반적으로 신용 강화는 유럽으로부터의 대규모 자본 유입으로 인해 시작된 인프라 투자 프로젝트가 미완성 상태로 추가 자금 지원 없이 남겨지면서 미국에 광범위한 파괴적인 영향을 미쳤다.

## 영향
유럽 당사자들로부터의 신용 강화는 미국에서 많은 미완성 및 자금 부족 인프라 투자 프로젝트로 이어졌다. 펜실베이니아주와 메릴랜드주의 운하는 미완성되었고, 중서부의 많은 철도도 마찬가지였다. 남부 은행들은 곧 파산했고, 전국적으로 채권이 전액 상환되지 못했다.

### 북부 주
펜실베이니아주와 메릴랜드주는 모두 유럽으로부터 많은 자금을 빌려 항구를 중서부와 연결하는 운하를 건설했지만, 1837년 공황으로 인해 1840년대 초에 이자 지급을 할 수 없게 되어 채무 불이행을 선언해야 했다. 두 주 모두 당시 인구가 많고 비교적 부유했기 때문에 몇 번의 시도 끝에 세금을 지속 가능한 수준으로 인상할 수 있었고, 비교적 빠르게 대출 상환을 재개할 수 있었다.

### 중서부 주
오하이오주, 일리노이주, 인디애나주, 미시간주를 포함한 중서부 주들은 철도와 운하 형태의 운송 인프라 건설을 위해 자금을 빌렸다. 해외 자금 조달이 어려워지면서 대부분의 투자 기회가 붕괴되었고, 오하이오주만이 대출 불이행을 피할 수 있었다. 인디애나주와 일리노이주는 대출 기관과 합의에 도달하여 일부 투기와 함께 지급이 계속 이루어지면 프로젝트 자금을 계속 지원받을 수 있었다. 일리노이주는 일리노이-미시간 운하를 채권자에게 지불로 양도했고, 인디애나주는 부채의 절반을 지불하기로 합의했으며, 워배시-이리 운하는 나머지를 지불하기 위해 신탁으로 보유되었다. 미시간주는 일리노이주와 인디애나주와 유사한 절차를 따랐지만, 합의에 따라 총 부채의 일부만 지불해야 했다.

### 남부 주
대부분의 남부 주들은 1841년 채무 불이행을 초래하는 유사한 영향을 느꼈다. 남부 은행 확장을 위한 수단으로 설립된 많은 은행들이 놀랍도록 높은 비율로 파산했다. 법원은 주가 은행에 발행된 채권에 대해서는 책임이 없지만, 주가 직접 발행한 채권에 대해서는 책임이 있다고 판결했다. 많은 은행들은 막대한 부채를 안고 있었지만, 이를 갚을 방법이 없었다. 은행이 발행하고 담보한 채권은 종종 규제 기준을 벗어나 이루어져 은행이 부채를 거부할 수 있는 수단을 제공했다. 부채 상환 또는 거부는 주마다 달랐다. 루이지애나주와 아칸소주와 같은 일부 주는 부채를 갚기 위해 은행을 청산한 반면, 미시시피주와 플로리다주와 같은 주는 부채를 전액 갚기를 거부했다.

## 같이 보기
- 미국의 주 채무 불이행
- 국가부도
- 부채 위기

## 추가 자료
- Bi, Huixin, and Nora Traum. "Sovereign Risk and Fiscal Information: A Look at the US State Default of the 1840s." Federal Reserve Bank of Kansas City Working Paper 19-04 (2019). 온라인 보관됨 2021-06-15 - 웨이백 머신

- English, William B. "Understanding the costs of sovereign default: American state debts in the 1840's." American Economic Review (1996): 259-275. 온라인
- Grinath III, Arthur, John Joseph Wallis, and Richard Sylla. "Debt, default, and revenue structure: the American state debt crisis in the early 1840s." (NBER, 1997). 온라인

- Sylla, Richard, and John Joseph Wallis. "The anatomy of sovereign debt crises: Lessons from the American state defaults of the 1840s." Japan and the World Economy 10.3 (1998): 267-293. 온라인

- Wallis, John Joseph, Richard Sylla, and Arthur Grinath III. "Sovereign debt and repudiation: The emerging-market debt crisis in the US States, 1839-1843." (NBER, 2004). 온라인